# Engelbert I van der Mark
Engelbert I van der Mark (overleden te Bredevoort op 16 november 1277) was van 1249 tot aan zijn dood graaf van Mark. Hij behoorde tot het huis van der Mark.

## Levensloop
Engelbert I was een zoon van graaf Adolf I van der Mark uit diens huwelijk met Irmgard, dochter van graaf Otto I van Gelre. Na de dood van zijn vader in 1249 werd hij graaf van Mark. Omdat zijn broer Otto, kanunnik in Luik, korte tijd later terugkeerde naar de wereldlijke stand, moest hij hem enige burchten zoals Altena en Blankenstein afstaan, net als de omliggende landerijen. De dreigende versplintering van zijn gebieden werd door de dood van de kinderloze Otto in 1262 evenwel tegengehouden. Vanaf dan had Engelbert zijn hele graafschap weer in eigen handen.
Niet veel later begon hij een vete met Engelbert II van Valkenburg, de aartsbisschop van Keulen. Daarbij kwam het tot een reeks gevechten en de troepen van beide staten verwoestten elkaars land. In 1265 sloten beide tegenstanders uiteindelijk vrede. Met de opvolger van Engelbert II, Siegfried van Westerburg, kwam het opnieuw tot een conflict, deze keer omdat Keulen haar invloed op de Rijn en in Westfalen probeerde uit te breiden. In 1277 sloten verschillende heersers, waaronder Engelbert I, onder leiding van Simon I van Lippe, bisschop van Paderborn, een bondgenootschap tegen het aartsbisdom.
Hetzelfde jaar werd Engelbert I van der Mark tijdens een reis overvallen en zwaar verwond door graaf Herman II van Lohn. Hij werd overgebracht naar diens kasteel in Bredevoort en bezweek daar op 16 november 1277 aan zijn verwondingen. Zijn zoon en opvolger Everhard belegerde als wraak de burcht en liet ze vernietigen. Engelbert I werd bijgezet in de Proosdij Cappenberg.

## Huwelijken en nakomelingen
Zijn eerste echtgenote was Cunigunde (overleden voor 1258), dochter van heer Hendrik van Blieskastel. Ze kregen zeker vier kinderen:
- Everhard I (overleden in 1308), graaf van Mark
- Sophia, huwde met graaf Lodewijk II van Ziegenhain
- Agnes, huwde met Hendrik van Berg, heer van Windeck
- Richardis (overleden in 1286), huwde met graaf Otto VI van Tecklenburg

Uit zijn tweede huwelijk met Elisabeth (overleden in 1277), dochter van heer Dirk II van Valkenburg en nicht van de Keulse aartsbisschop Engelbert II van Valkenburg, had hij minstens drie kinderen:
- Adelheid, huwde met graaf Otto van Kleef
- Mechtild, huwde met graaf Floris van Berthout
- Gerhard, heer van Rodinchem